# Église de Sippola
L'église de  Sippola (en finnois : Sippolan kirkko) est une église luthérienne située à Kouvola en Finlande. 

## Description
L'église conçue par Carl Johan von Heideken est de style néogothique.
Elle peut accueillir environ mille personnes.
Le retable peint par Aleksandra Såltin représente la transfiguration du Christ.
Le cimetière abrite le tombeau de la famille von Daehn, conçu par Karl August Wrede en 1890.